# Jeux de l'Extrême-Orient 1917
Navigation
Édition précédente Édition suivante
Les 3e Jeux de l'Extrême-Orient (officiellement Far Eastern Championship Games (en)) ont eu lieu du 8 au 12 mai 1917 à Tokyo, au Japon. Après avoir été introduit lors de l'édition précédente, le cyclisme est retiré des disciples.

## Organisation

### Sports

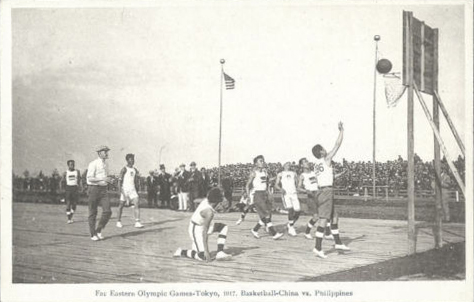
Rencontre de basket-ball entre la Chine et les Philippines aux Jeux de l’Extrême-Orient de Tokyo (1917)

- Athlétisme
- Baseball
- Basket-ball
- Football
- Natation
- Plongeon
- Tennis
- Volley-ball

### Participants
- Chine
- Japon
- Philippines

## Classement
Le classement final était établi en fonction du nombre de disciplines remportées.
| Rang | Nation      | Victoire | Discipline                           |
| ---- | ----------- | -------- | ------------------------------------ |
| 1    | Japon       | 4        | Baseball, Natation, Plongeon, Tennis |
| 2    | Philippines | 2        | Athlétisme, Basket-ball              |
| 3    | Chine       | 2        | Football, Volley-ball                |

## Tableau des médailles
| Rang  | Nation      | Or | Argent | Bronze | Total |
| ----- | ----------- | -- | ------ | ------ | ----- |
| 1     | Japon       | 11 | 6      | 7      | 24    |
| 2     | Philippines | 9  | 10     | 6      | 25    |
| 3     | Chine       | 3  | 5      | 7      | 15    |
| Total | Total       | 23 | 21     | 20     | 64    |

N.B Les résultats ci-dessus sont incomplets et ne prennent en compte que les résultats complets d'athlétisme, de baseball, de basket-ball, de football et de volley-ball ainsi que les médailles d'or de tennis